# شورجه امام‌جمعه
شورجه امام‌جمعه یکی از روستاهای استان آذربایجان شرقی است که در دهستان ورقه بخش مرکزی شهرستان چاراویماق واقع شده‌است.